# Lásenice
Lásenice – wieś i gmina w Czechach, w powiecie Jindřichův Hradec, w kraju południowoczeskim. Według danych z dnia 1 stycznia 2013 liczyła 579 mieszkańców.